# Isola di Naumov
L'isola di Naumov (in russo Остров Наумова, ostrov Naumova) è un'isola russa che fa parte dell'arcipelago dell'imperatrice Eugenia ed è bagnata dal mar del Giappone.
Amministrativamente appartiene alla città di Vladivostok, nel Territorio del Litorale, che è parte del Circondario federale dell'Estremo Oriente.

## Geografia
L'isola è situata 1,1 km a est dell'isola di Popov, nella parte settentrionale della baia Pograničnaja (бухта Пограничная, buchta Pograničnaja), a sud di capo Prochodnoj (мыс Проходной, mys Prochodnoj), e 22 km circa a sud-ovest del centro di Vladivostok. È bagnata dalle acque del golfo dell'Ussuri, ovvero la parte orientale del Golfo di Pietro il Grande.
Naumov è una piccola isola dalla forma ellittica con coste regolari tranne per una striscia di terra che si allunga nel nord-ovest. Misura poco meno di 615 m di lunghezza e 320 m di larghezza (435 m ad ovest, comprendendo il promontorio), per una superficie di circa 0,18 km². L'altitudine massima è di 44 m s.l.m. nel sud-est.
Su tre lati il litorale è costituito da spiagge di ciottoli e ghiaia, a sud invece le coste si alzano in scogliere rocciose e si trovano scogli e faraglioni frequentati da cormorani e altri uccelli marini.
La superficie è coperta da un rado bosco di latifoglie che si infittisce sul versante occidentale. Su questo stesso lato sono presenti macchie di rose marine selvatiche e una sorgente d'acqua dolce.
L'isola è un'ambita meta turistica per gli abitanti delle vicine città ed è facilmente raggiungibile dall'isola di Popov.

## Isole adiacenti
- Isola Malyj (остров Малый, ostrov Malyj), è la più piccola tra le tre isole a est di Popov. Si trova a sud-est di Naumov, tra quest'ultima e Klykov.
- Isola di Klykov (остров Клыкова, ostrov Klykova), a sud-est di Malyj, è la più esterna tra le isole che chiudono la baia Pograničnaja.